# Badis Lebbihi
Badis Lebbihi (Nanterre, 1990. március 14. –) francia labdarúgó.

## Pályafutása
Lebbihi 2007-ben a Lille OSC színeiben mutatkozott be a francia-bajnokságban egy AS Nancy-Lorraine elleni mérkőzésen. 2007-ben tagja volt a francia U17-es labdarúgó-válogatottnak. 2014 és 2015 között a Kaposvári Rákóczi FC játékosa volt.